# Wolfgang Rams
Wolfgang Rams (* 29. Juni 1969) ist ein deutscher Professor für Betriebswirtschaftslehre und hat von 2012 bis 2022 an der Provadis School of International Management and Technology Entrepreneurship und Innovationen gelehrt. Ab 2023 lehrt Rams an der EIM – European Institute of Management, Valletta, Malta.

## Leben
Rams studierte Elektrotechnik an der RWTH Aachen mit den Schwerpunkten Hochfrequenztechnik und Mobilfunk. Er schloss 1994 das Studium ab. Rams startete seine berufliche Laufbahn bei der Deutschen Telekom und blieb dort für 11 Jahre in unterschiedlichen Rollen. Berufsbegleitend studierte Rams an der Fernuniversität in Hagen Wirtschaftsingenieurwesen. Dieses Studium schloss Rams 1997 ab und promovierte anschließend bis 2001 im Studienfach Betriebswirtschaftslehre an der Mercator School of Management, Universität Duisburg-Essen.
Rams baute ein eigenes Unternehmen als Beratungsunternehmen auf und war an der Gründung von mehr als 7 Unternehmen beteiligt. Rams ist ein Serial Entrepreneur, Investor, Business Angel und Startup-Coach und leitete ein mit dem EIT Climate-KIC ein europäisches CleanTec-Accelerator-Programm. An diesem Programm hat auch das Unternehmen Africa GreenTec teilgenommen, in das Rams 2016 investiert hat. Rams ist seit Ende 2023 CEO von Africa GreenTec.
Bei der Africa GreenTec AG leitet Rams sowohl die operativen Aktivitäten als auch die Finanzakquisition. Dabei setzt vor allem auf innovative Finanzierungs- und Geschäftsmodelle, um die Aktivitäten von Africa Green Tec auf andere afrikanische Länder in Subsahara-Afrika auszudehnen. Damit soll die Herausforderung den Menschen dort Energiezugangs verfügbar zu machen bewältigt werden.
Rams verfügt über sehr breite Erfahrungen und Fachkenntnisse aus Unternehmensstrategie, Produkt- und Marketingmanagement, Innovation, Finanzen, Risikokapital, Unternehmertum, Lebensmittelindustrie sowie Unternehmensaufbau als Gründer und Berater.
Diese Erfahrungen bringt er in die Hochschullehre ein. Von 2012 bis 2022 lehrte Rams an der Provadis Hochschule. In der Lehre bilden Innovationen und Entrepreneurship Rams akademische Schwerpunkte.
Rams lehrte 2018 zudem als Visiting Professor an der Maastricht School of Management. Eine weitere Gastprofessur übt Rams an der Mercator School of Management der Universität Duisburg-Essen seit 2020 aus. In Kooperation mit der Technische Universität München betreibt Rams ein Forschungsprojekt zur Ermittlung der Erfolgsfaktoren nachhaltiger Unternehmensgründungen.

## Werk und Patente
Rams promovierte 2001 über Kundenbindung im deutschen Mobilfunkmarkt – Determinanten und Erfolgsfaktoren in einem dynamischen Marktumfeld.
Rams ist Inhaber von zwei Patenten.

## Veröffentlichungen (Auswahl)
- mit Erwin Neumann, Martin Rupp, Nikolai Schwandt Versuch einer „Multi-Layer“-Betrachtung von Daten im Lichte von Big Data in Informatik Spektrum_42_4_2019, Seiten 295–303
- Kundenbindung im deutschen Mobilfunkmarkt: Determinanten und Erfolgsfaktoren in einem dynamischen Marktumfeld 1. Aufl. Wiesbaden: Deutscher Universitäts-Verlag 2001, ISBN 978-3-8244-0607-4
- mit Torsten J Gerpott (Hrsg.), Andreas Schindler Customer retention, loyalty, and satisfaction in the German mobile cellular telecommunications market in Telecommunications Policy, Volume 25, Issue 4, Mai 2001, Pages 249–269[7]
- mit Michael Neubert, Hannes Utikal Experiential learning with live case studies in Teaching and case studies Volume 11, Issue 2,2020, Pages 173–190